# ابن دراج القسطلي
ابن درّاج القسطلي (347 هـ/958 م - 421 هـ/1030 م) كاتب وشاعر الحاجب المنصور.
ولد أبو عمر أحمد بن محمد بن العاصي بن أحمد بن سليمان بن عيسى بن درّاج القسطلي في المحرم 347 هـ في قرطبة لأسرة أصولها من بربر صنهاجة كانت تسكن قرية «قسطلة دراج» غرب الأندلس. قال عنه الثعالبي في يتيمة الدهر: «هو بالصقع الأندلسي، كالمتنبي في صقع الشام.» أورد ابن بسام الشنتريني في كتابه «الذخيرة في محاسن أهل الجزيرة» نماذجًا من رسائله وشعره، ولابن دراج ديوان شعر مطبوع. توفي ابن دراج القسطلي في 16 جمادى الآخرة 421 هـ.